# Bryssel I-förordningen
Bryssel I-förordningen är en europeisk förordning som reglerar domstolars behörighet och erkännande och verkställighet av domar inom privaträttens område inom Europeiska unionen. Förordningen syftar till att fastställa enhetliga bestämmelser för vilken domstol som är behörig att avgöra en privaträttslig tvist. Den syftar även till att underlätta ömsesidigt erkännande av privaträttsliga domar mellan medlemsstaterna. Den ursprungliga Bryssel I-förordningen antogs av Europeiska unionens råd den 22 december 2000 och trädde i kraft den 1 mars 2002. En omarbetning av förordningen antogs av Europaparlamentet och rådet den 12 december 2012 och trädde i kraft den 10 januari 2015.
Bryssel I-förordningen reglerar de flesta privaträttsliga tvister, dock inte
- fysiska personers rättsliga status, rättskapacitet eller rättshandlingsförmåga, makars förmögenhetsförhållanden eller förhållanden som enligt den lag som är tillämplig på sådana förhållanden har samma verkan som äktenskap,
- konkurs, ackord och liknande förfaranden,
- social trygghet,
- skiljeförfaranden,
- underhållsskyldighet som har sin grund i familje-, släktskaps-, äktenskaps- eller svågerlagsförhållande, och
- testamenten och arv, inbegripet underhållsskyldighet som har sin grund i dödsfall.